# Pic-saint-loup (AOC)
Pour l’article homonyme, voir pic Saint-Loup.
Le pic-saint-loup est un vin français produit au nord de Montpellier, juste au pied des Cévennes, à la limite entre les départements de l'Hérault et du Gard, en région Occitanie. La montagne du pic Saint-Loup, qui surplombe l'aire de production, lui donne son nom.
Depuis janvier 2017, le vignoble bénéficie d'une AOC spécifique. Il était auparavant la plus septentrionale des quinze dénominations géographiques au sein de l'appellation d'origine contrôlée languedoc, cette dernière appellation couvrant la presque totalité du vignoble du Languedoc-Roussillon.

## Histoire
La dénomination « pic Saint-Loup » est née au tout début du XXe siècle, en dehors de toute législation, comme simple nom de produit qu'on trouve récompensé lors d'expositions internationales (vins de Joseph Manissier et de Cyprien Abric).
Le syndicat viticole du pic-saint-loup est fondé en 1931, regroupant six communes. La reconnaissance comme vin de qualité supérieure (VDQS) est obtenue de l'INAO en 1955, incluant trois communes de plus.
Le décret du 16 mai 1966 rajoute à l'aire de production les communes de Sainte-Croix-de-Quintillargues et de Saint-Gély-du-Fesc, celui du 13 novembre 1966 Les Matelles et Le Triadou.
En 1960, treize VDQS sont regroupées pour n'en former qu'une seule, appelée coteaux-du-languedoc, qui obtient de passer en appellation d'origine contrôlée (AOC) par le décret du 24 décembre 1985.
En 1994, le pic-saint-loup devient une dénomination géographique au sein de l'appellation coteaux-du-languedoc, faisant une demande de passage au statut d'AOC en 2001.
Le 3 mai 2007, l'appellation coteaux-du-languedoc change de nouveau de nom (avec mesure dérogatoire pour la vente sous l'ancien nom jusqu'au 3 mai 2012), devenant l'appellation languedoc, étendue à presque tout le vignoble du Languedoc-Roussillon (à l'exception du Malepère). Cette nouvelle appellation régionale est encadrée par le décret du 29 octobre 2009, qui y reconnaît quinze dénominations géographiques dont celle du pic-saint-loup.
Le 16 août 2016 un violent orage de grêle s'abat sur plus de la moitié du vignoble, endommageant plus de 600 ha, détruisant les raisins et fragilisant les ceps. C'est l'épisode météorologique le plus catastrophique qu'ait connu le vignoble.
Le 7 septembre 2016, le vignoble se voit accorder par l'INAO, l'AOC pic-saint-loup utilisé dès 2017,.

### Étymologie
Le nom de la dénomination est celui du sommet qui surplombe l'aire de production : le pic Saint-Loup.
Quant à l'origine du nom du sommet lui-même, on lui attribue une légende censée se passer au Moyen Âge, en rapport avec trois frères devenus ermites, Guiral, Clair et Loup qui se seraient installés sur trois sommets qui depuis portent leurs noms : le rocher de Saint-Guiral (alt. 1 366 mètres), le mont Saint-Clair et le pic Saint-Loup.

## Situation géographique
La dénomination pic-saint-loup est produite dans le sud de la France, dans l'ancienne région Languedoc-Roussillon (qui aujourd'hui est intégrée dans la région Occitanie), plus précisément dans le nord-est du département de l'Hérault, à la limite avec le Gard, à 20 kilomètres au nord de la ville de Montpellier et à une trentaine de kilomètres de la mer Méditerranée.
La dénomination s'étend sur dix-sept communes. Douze communes sont situées dans l'Hérault, dont sept dans le canton des Matelles (Cazevieille, Le Triadou, Les Matelles, Saint-Jean-de-Cuculles, Saint-Gély-du-Fesc, Saint-Mathieu-de-Tréviers et Sainte-Croix-de-Quintillargues), cinq dans le canton de Claret (Claret, Fontanès, Lauret, Sauteyrargues et Valflaunès), auxquelles se rajoute la commune de Corconne dans le Gard.

### Géologie et orographie

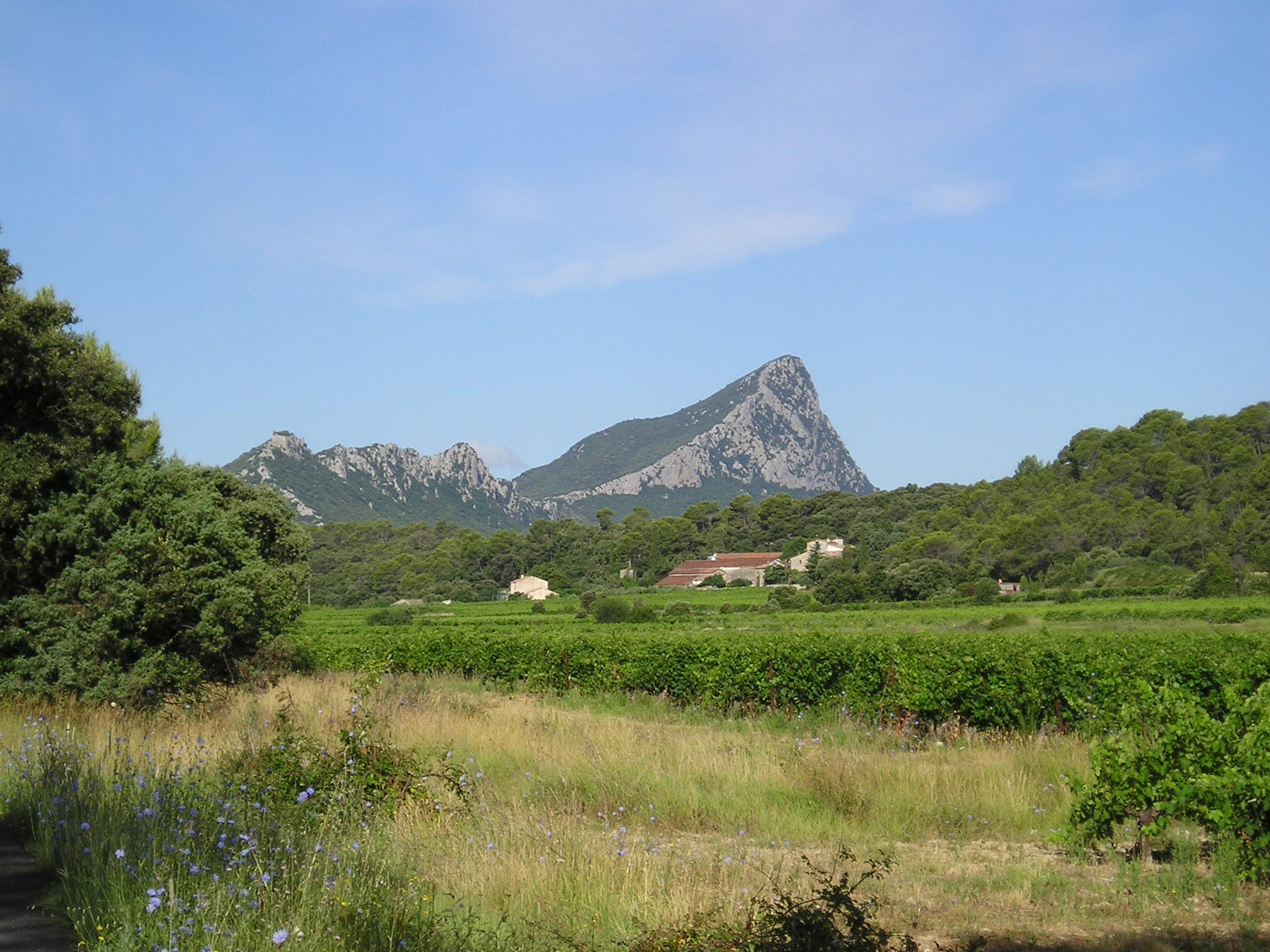
Le pic Saint-Loup.

Les plateaux et collines sont composés de calcaires durs du Jurassique supérieur (tel que le pic Saint-Loup lui-même, datant du Portlandien au sommet et du Kimméridgien en dessous) ou de calcaire argileux du Crétacé inférieur (la falaise du Hortus est composée de calcaire du Valanginien), qui ne sont pas cultivés, couverts par les garrigues et les bois. Des éboulis récents se trouvent au pied des escarpements calcaires, datant vraisemblablement du Würm.
Les vignes sont plantées plus en contrebas, là où se trouvent d'autres calcaires plus tendres, des dolomies, des éboulis calcaires d'origine fluviale ou cryoclastique et des marnes.
À Cazevieille, les parcelles de l'aire de production sont sur des roches du Jurassique, des couches de faible épaisseur qui se succèdent rapidement de l'ouest vers l'est : du calcaire de l'Oxfordien supérieur (l'ancien Rauracien), des marnes granuleuses avec des calcaires argileux brun-vert de l'Oxfordien moyen (l'ancien Argovien), des calcaires argileux et des marnes de l'Oxfordien inférieur, des marnes noires et un peu de calcaire du Callovien, des dolomies grises ou rousses du Bathonien, des calcaires micritiques parfois oolithiques avec des niveaux marneux du Bajocien, des calcaires noduleux de l'Aalénien et pour finir des alluvions et colluvions récentes (dans la combe de Mortiès, c'est-à-dire de part et d'autre de la D113, à mi-chemin entre Cazevieille et Saint-Mathieu-de-Tréviers).
Plus au sud, aux Matelles, les parcelles dans l'aire de production sont sur des conglomérats à galets alternant avec des marnes et du grès, le tout de l'Oligocène supérieur et moyen.
La zone couverte de vignes autour de Tréviers est en partie sur les mêmes conglomérats à galets alternant avec des marnes et des grès de l'Oligocène inférieur cette fois-ci ; l'autre partie est composée de calcaires argileux et de calcaires tendres (dits « miroitants », riches en entroques) du Berriasien supérieur et du Valanginien.
Les vignobles de Valflaunès, Fontanès et Lauret sont sur une alternance de ces mêmes calcaires tendres du Berriasien supérieur avec des marnes bleues de l'Hauterivien.
Plus au nord, près de Claret, les vignes profitent d'un sol composé d'alluvions et de colluvions récentes. Enfin au sud-est de Corconne s'étale un double cône de déjection venant du causse composé de « gravette » (cailloux anguleux de calcaire du Jurassique) et, à l'est du même village, le reste du vignoble pousse sur des conglomérats à galets, marnes (avec niveaux de lignite) et grès de l'Oligocène moyen et supérieur (qu'on retrouve tout le long de la faille de Corconne aux Matelles),,.

### Climatologie
Le climat de ce terroir viticole est typiquement méditerranéen. Il se caractérise par des hivers doux, des étés chauds et secs et des précipitations rares, ces dernières se concentrant notamment en automne de septembre à décembre (les précipitations annuelles sont proches de 700 mm). Au contraire, l'été est souvent très sec voire aride sur cet arrière-pays couvert par les garrigues, avec seulement quelques précipitations en août liées aux orages. Les vents dominants sont la tramontane, vent sec et froid qui chasse les nuages, et le marin, vent humide qui au contraire amène les nuages. Il peut parfois être très violent.
Le taux d'ensoleillement journalier moyen est de 7 heures 22 minutes, largement supérieur à la moyenne française de 4 heures 46 minutes. En outre, relativement protégée du mistral et de la tramontane par l'avancée des reliefs cévenols, la région de Montpellier est la moins ventée du golfe du Lion. De plus, la proximité de la mer favorise l'installation de la brise marine qui tempère un peu les excès thermiques en été.
La température annuelle moyenne est de 14,2 °C, supérieure à la moyenne nationale qui est de 12,2 °C.
La station météo de Montpellier (à 3 mètres d'altitude) est la plus proche de l'aire d'appellation, à 20 kilomètres, mais elle est en plaine. Ses valeurs climatiques de 1961 à 1990 sont : 
| Mois                              | jan. | fév. | mars | avril | mai  | juin | jui. | août | sep. | oct.  | nov. | déc. | année |
| --------------------------------- | ---- | ---- | ---- | ----- | ---- | ---- | ---- | ---- | ---- | ----- | ---- | ---- | ----- |
| Température minimale moyenne (°C) | 2,2  | 3,3  | 4,9  | 7,8   | 11,2 | 14,6 | 17,1 | 16,7 | 14,2 | 10,6  | 5,9  | 2,8  | 9,3   |
| Température moyenne (°C)          | 6,6  | 7,8  | 9,8  | 12,6  | 16,1 | 19,9 | 22,8 | 22,2 | 19,4 | 15,4  | 10,3 | 7,2  | 14,2  |
| Température maximale moyenne (°C) | 11,1 | 12,4 | 14,7 | 17,5  | 21,1 | 15,3 | 28,4 | 27,7 | 24,7 | 20,2  | 14,7 | 11,7 | 19,1  |
| Précipitations (mm)               | 72,3 | 72,3 | 55   | 54,9  | 52,1 | 33   | 20   | 41,7 | 62,3 | 109,5 | 62,8 | 63,3 | 699,1 |

## Vignoble

### Présentation
L'aire de production est très morcelée au milieu de la garrigue, couvrant environ 1 200 hectares sur les treize communes de Cazevieille, Claret, Corconne, Fontanès, Lauret, Les Matelles, Sainte-Croix-de-Quintillargues, Saint-Gély-du-Fesc, Saint-Jean-de-Cuculles, Saint-Mathieu-de-Tréviers, Sauteyrargues, Le Triadou et Valflaunès.
La vigne occupe principalement les vallées, tandis que les collines et les plateaux restent le domaine des garrigues et des bois.
Les parcelles, à une altitude moyenne de 150 mètres, sont dominées par le pic Saint-Loup (658 mètres) et le causse de l'Hortus (512 mètres).

### Encépagement
Pour les vins rouges, les cépages principaux sont le grenache N, le mourvèdre N et la syrah N, complétés accessoirement par le carignan N, le cinsaut N, la counoise N et le morrastel N.
La proportion des cépages mourvèdre N et syrah N, ensemble ou séparément, est supérieure ou égale à 20 % de l'encépagement. La proportion du cépage grenache N est supérieure ou égale à 20 % de l'encépagement lorsque le cépage carignan N est présent dans l'encépagement de l'exploitation. La proportion des cépages accessoires, ensemble ou séparément, est inférieure ou égale à 10 % de l'encépagement.
Pour les vins rosés, les cépages principaux sont encore une fois le grenache N, le mourvèdre N et la syrah N, complétés accessoirement par le cinsaut N, la counoise N, grenache gris G et le morrastel N.
La proportion des cépages principaux est supérieure ou égale à 70 % de l'encépagement. La proportion des cépages mourvèdre N et syrah N, ensemble ou séparément, est supérieure ou égale à 20 % de l'encépagement. La proportion du cépage grenache gris G est inférieure ou égale à 10 % de l'encépagement.
L'encépagement de l'aire de production est composé majoritairement de syrah N (38 % en 2003) et de grenache N (28 %), complétés par du cinsault N (16 %), du carignan N (14 %) et un peu de mourvèdre N (4 %).

### Méthodes culturales
Pour la dénomination géographique pic-saint-loup, les vignes présentent une densité minimale de 4 900 pieds à hectare (au lieu de 4 000 pour les autres dénominations de l'appellation). L'écartement entre les rangs ne peut être supérieur à 2,50 mètres. Chaque pied dispose d'une superficie maximale de 2,10 mètres carrés ; cette superficie est obtenue en multipliant les distances d'inter-rang et d'espacement entre les pieds.
Les vignes sont taillées en taille courte, à coursons, avec un maximum de dix yeux francs par pied (douze pour le reste de l'appellation languedoc). Chaque courson porte un maximum de deux yeux francs. Le cépage syrah N peut être taillé en taille guyot simple avec un maximum de sept yeux francs par pied (dix en languedoc) dont 5 yeux francs maximum sur le long bois et un ou deux coursons de rappel portant un maximum de deux yeux francs.
La charge maximale moyenne à la parcelle est de 8 000 kilogrammes par hectare (9 000 kilogrammes pour le reste de l'appellation), qui passe à 6 500 en cas d'irrigation (qui peut être autorisée).

### Rendements
Les rendements maximum sont les mêmes que presque tous les rouges de l'appellation, soit 50 hectolitres par hectare, avec butoir à 60.

## Vins
La production de pic-saint-loup est d'environ 25 000 hectolitres par an, à raison de 85 % de rouges et 15 % de rosés.

### Titres alcoométriques
Le titre alcoométrique volumique naturel doit être de 11,5 % vol..

### Vinification et élevage
En raison des conditions climatiques marquées par des étés très chauds, les raisins arrivent très vite à surmaturité. L'assemblage des cépages est alors nécessaire pour obtenir un équilibre entre acidité, sucre, alcool et tanins. Cet assemblage peut se faire dès l'origine pour les raisins ou les moûts mais se fait en général plus tard, après la vinification.
Pour l'élaboration des vins susceptibles de bénéficier de la dénomination géographique pic-saint-loup, toute technique de thermo-traitement de la vendange (thermo-vinification, thermo-détente, flash-détente, thermo-flash...) est interdite.
Les vins proviennent de l'assemblage de raisins, de moûts ou de vins, issus obligatoirement d'au moins deux cépages principaux. Ces derniers doivent être majoritaires dans l'assemblage. Un cépage ne peut représenter plus de 80 % dans l'assemblage.

#### En rouge

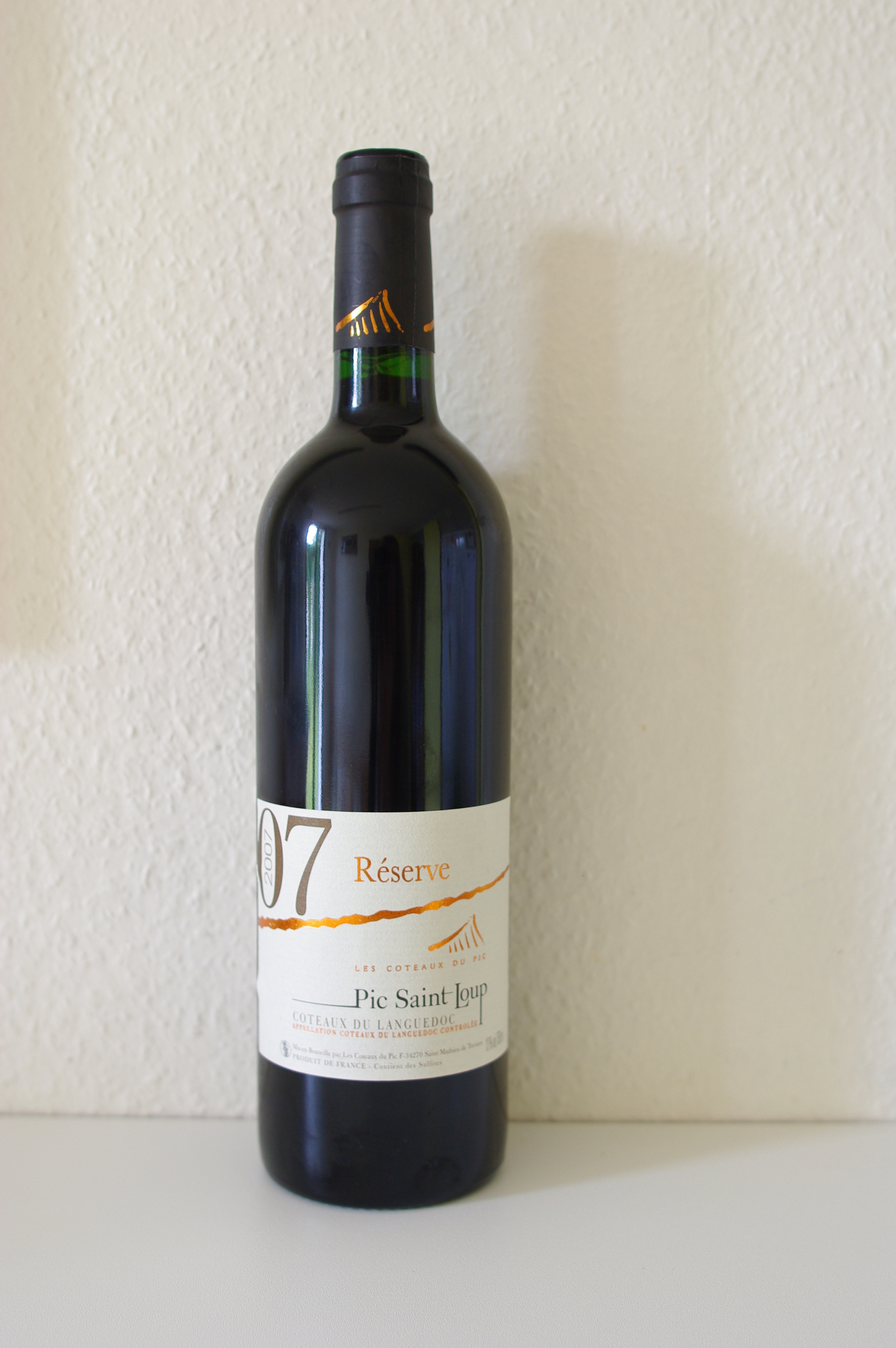
Bouteille de pic-saint-loup rouge.

La vinification en rouge consiste à faire un pressurage après le commencement de la fermentation. Pendant toute cette phase, le moût est en contact avec les matières solides de la vendange. Celles-ci sont très riches en tanins, matières colorantes, odorantes, minérales et azotées. Ces substances vont alors se dissoudre plus ou moins dans le moût et se retrouver dans le vin.
La majorité des pics-saints-loups sont faits selon une vinification traditionnelle, avec en complément environ un dixième qui passe par la macération carbonique.
C'est pendant la cuvaison que les sucres se transforment en alcool (fermentation alcoolique) et le jus se voit enrichi par les composants du moût. Plus la macération alcoolique est longue, plus la coloration du vin sera intense. Se dissolvent également les tanins, leur taux dépendant aussi du temps de la cuvaison. Plus elle sera longue, plus les vins seront aptes à vieillir. Durant cette phase se produit une forte élévation de la température. Celle-ci est de plus en plus contrôlée par la technique de maîtrise des températures.
L’ensemble des caves coopératives et la moitié des caves particulières utilisent la barrique pour l’élevage. La première cuvée est généralement élevée douze mois en barrique ; l'élevage est obligatoire jusqu'au 15 mai de l'année qui suit celle de la vendange mais certaines cuvées dépassent les vingt-quatre mois d’élevage. La mise sur le marché n'est possible qu'à partir du 1er juin pour les rouges.

#### En rosé

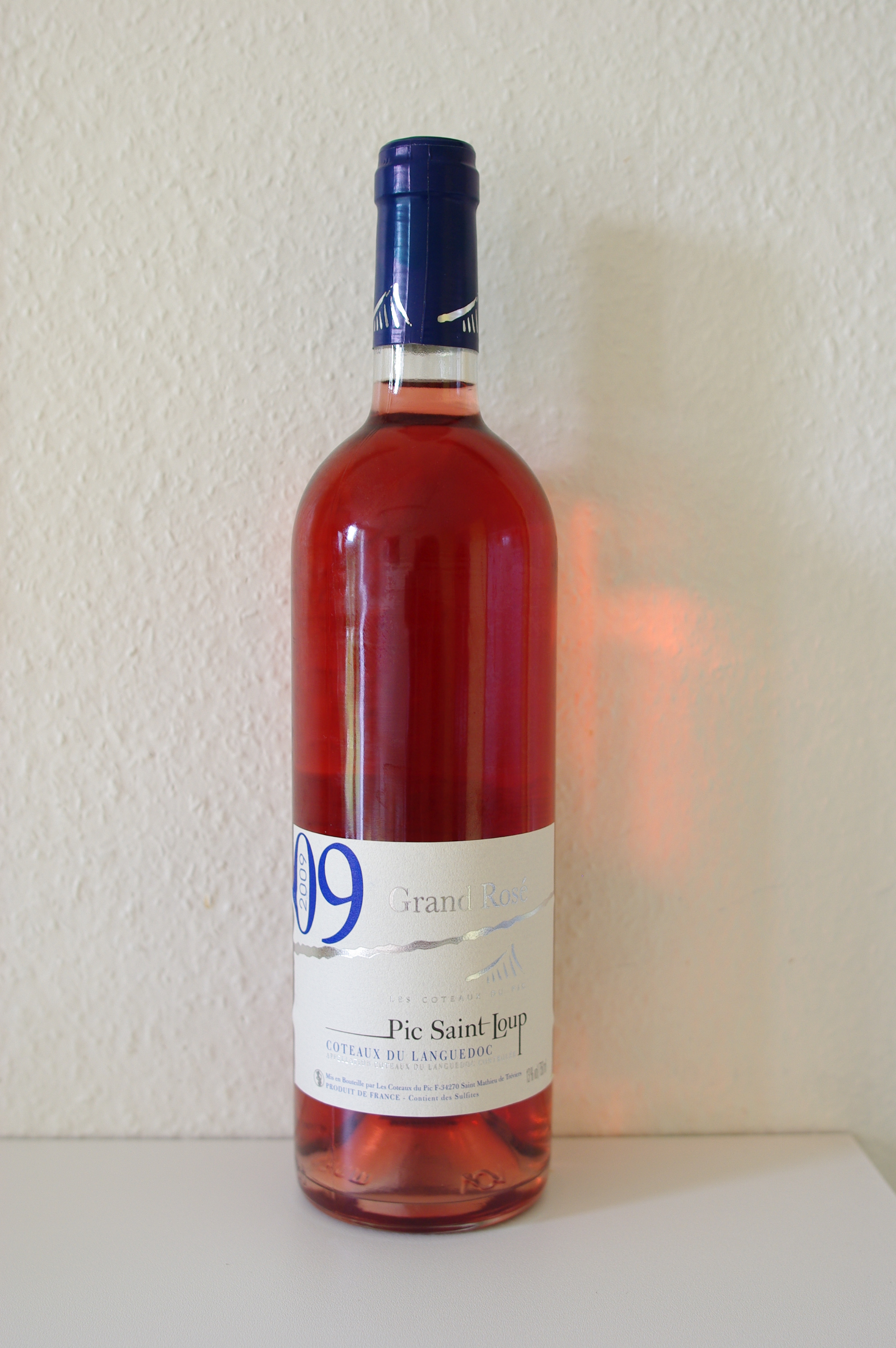
Bouteille de pic-saint-loup rosé.

La vinification en rosé se produit par macération, limitée dans le temps, de cépages à pellicule noire avec possible ajout de cépages blancs. Le vin rosé n'a pas de définition légale mais ses techniques de vinification sont très strictes et n'autorisent en rien le mélange de vin rouge et blanc en Europe. Il y a trois techniques pour en produire :
- la première technique se fait par saignée : c'est le jus qui s'égoutte sous le poids de la vendange, entre 20 et 25 %, et qui va macérer durant 3 à 24 heures avant d'être soutiré de la cuve (ce qui permet de concentrer le restant de la cuve pour faire un rouge plus puissant) ;
- la seconde technique est le pressurage direct ; une vendange bien mûre pourra colorer le jus et sa vinification se fait en blanc ;
- la troisième technique implique une courte macération à froid.

Ces trois méthodes sont complémentaires car le jus de goutte (première méthode) et le jus de presse (seconde méthode) sont en général assemblés. Obtenu par ces trois types de vinification où la maîtrise des températures est une nécessité, un vin rosé a une robe qui s'apparente à celle d'un vin rouge très clair, avec le fruit et la fraîcheur des vins blancs. La mise sur le marché est possible à partir du 15 décembre.

### Gastronomie
Les rouges peuvent présenter aussi bien des arômes où dominent les fruits rouges (cassis) et les épices douces que des arômes plus complexes marqués par la garrigue, les notes de cuir et les fruits mûrs. Cette typicité va de pair avec l’abandon progressif du cinsault et du carignan dans les assemblages. Le développement de l’élevage en barrique a également apporté des éléments supplémentaires avec des notes grillées et vanillées.
Quant aux rosés, ils exhalent souvent des notes rappelant la framboise et la fraise. Leur bouche est fruitée et bien équilibrée.

## Économie

### Structure des exploitations
Sur l'aire de production de la dénomination, il y a soixante producteurs, dont trois caves coopératives : les Coteaux du Pic (à Saint-Mathieu-de-Tréviers et à Valflaunès), la Gravette (à Corconne) et les Vignerons du Pic (à Assas). Ces dernières fournissent à elles seules environ 44 % de la production.

### Commercialisation
49 % de la production sont exportés, 31 % sont vendus à des revendeurs en France et 20 % sont vendus directement à la propriété.

### Liste de producteurs
Il y a soixante producteurs dont trois caves coopératives,.
| Domaine                                 | Localisation                   |
| --------------------------------------- | ------------------------------ |
| Château de Cazeneuve                    | Lauret                         |
| Château de Lancyre                      | Valflaunès                     |
| Château de Lascours                     | Sauteyrargues                  |
| Château de Valflaunès                   | Valflaunès                     |
| Château des Mouchères                   | Saint-Mathieu-de-Tréviers      |
| Château Fontanès                        | Sainte-Croix-de-Quintillargues |
| Château l'Euzières                      | Fontanès                       |
| Château La Roque                        | Fontanès                       |
| Château Lascaux                         | Vacquières                     |
| Château Montel                          | Teyran                         |
| Château Puech-Haut                      | Saint-Drézéry                  |
| Château Valcyre Bénézech                | Valflaunès                     |
| Château Valcyre Gaffinel                | Valflaunès                     |
| Château Vallon                          | Cazevieille                    |
| Clos des Augustins                      | Saint-Mathieu-de-Tréviers      |
| Clos Marie                              | Lauret                         |
| Domaine Pech-Tort                       | Valflaunès                     |
| Domaine Beauthorey                      | Corconne                       |
| Domaine Bergerie du Capucin             | Valflaunès                     |
| Domaine Chazalon                        | Saint-Mathieu-de-Tréviers      |
| Domaine Chemin des Rêves                | Saint-Gely-du-Fesc             |
| Domaine Clavel                          | Assas                          |
| Domaine de l'Hortus                     | Valflaunès                     |
| Domaine de la Salade Saint-Henri        | Saint-Mathieu-de-Tréviers      |
| Domaine de la Vieille                   | Saint-Mathieu-de-Tréviers      |
| Domaine de Lavabre                      | Claret                         |
| Domaine de Mauzac                       | Valflaunès                     |
| Domaine de Mirabel                      | Brouzet-les-Quissac            |
| Domaine de Mortiès                      | Saint-Jean-de-Cuculles         |
| Domaine de Sigalière                    | Carnas                         |
| Domaine de Viastres                     | Valflaunès                     |
| Domaine de Villeneuve                   | Claret                         |
| Domaine Desvabre                        | Montferrier-sur-Lez            |
| Domaine Devois du Claus                 | Saint-Mathieu-de-Tréviers      |
| Domaine du Grès                         | Claret                         |
| Domaine Ermitage du Pic Saint-Loup      | Saint-Mathieu-de-Tréviers      |
| Domaine Haut-Lirou                      | Le Triadou                     |
| Domaine les Grandes Costes              | Vacquières                     |
| Domaine les Remparts de Cuculles        | Saint-Jean-de-Cuculles         |
| Domaine les Vigneaux                    | Campagne                       |
| Domaine Marie-Daniele Brubach           | Claret                         |
| Domaine Pégaline                        | Claret                         |
| Domaine Saint-Daumary                   | Valflaunès                     |
| Domaine Zélige-Caravent                 | Corconne                       |
| Domaine Zumbaum-Tomasi                  | Claret                         |
| Cave coopérative : La Gravette          | Corconne                       |
| Cave coopérative : Les coteaux du Pic   | Saint-Mathieu-de-Tréviers      |
| Cave coopérative : Les coteaux du Pic   | Valflaunès                     |
| Cave coopérative : Les vignerons du Pic | Assas                          |
| Mas Bruguière                           | Valflaunès                     |
| Mas de Farjou                           | Claret                         |
| Mas de Figuier                          | Vacquières                     |
| Mas de Fournel                          | Valflaunès                     |
| Mas de Jon                              | Fontanès                       |
| Mas de L'Oncle                          | Lauret                         |
| Mas Foulaquier                          | Claret                         |
| Mas Gourdou                             | Valflaunès                     |
| Mas Peyrolle                            | Vacquières                     |
| Mas Thélème                             | Lauret                         |